# Medallero (mueble)

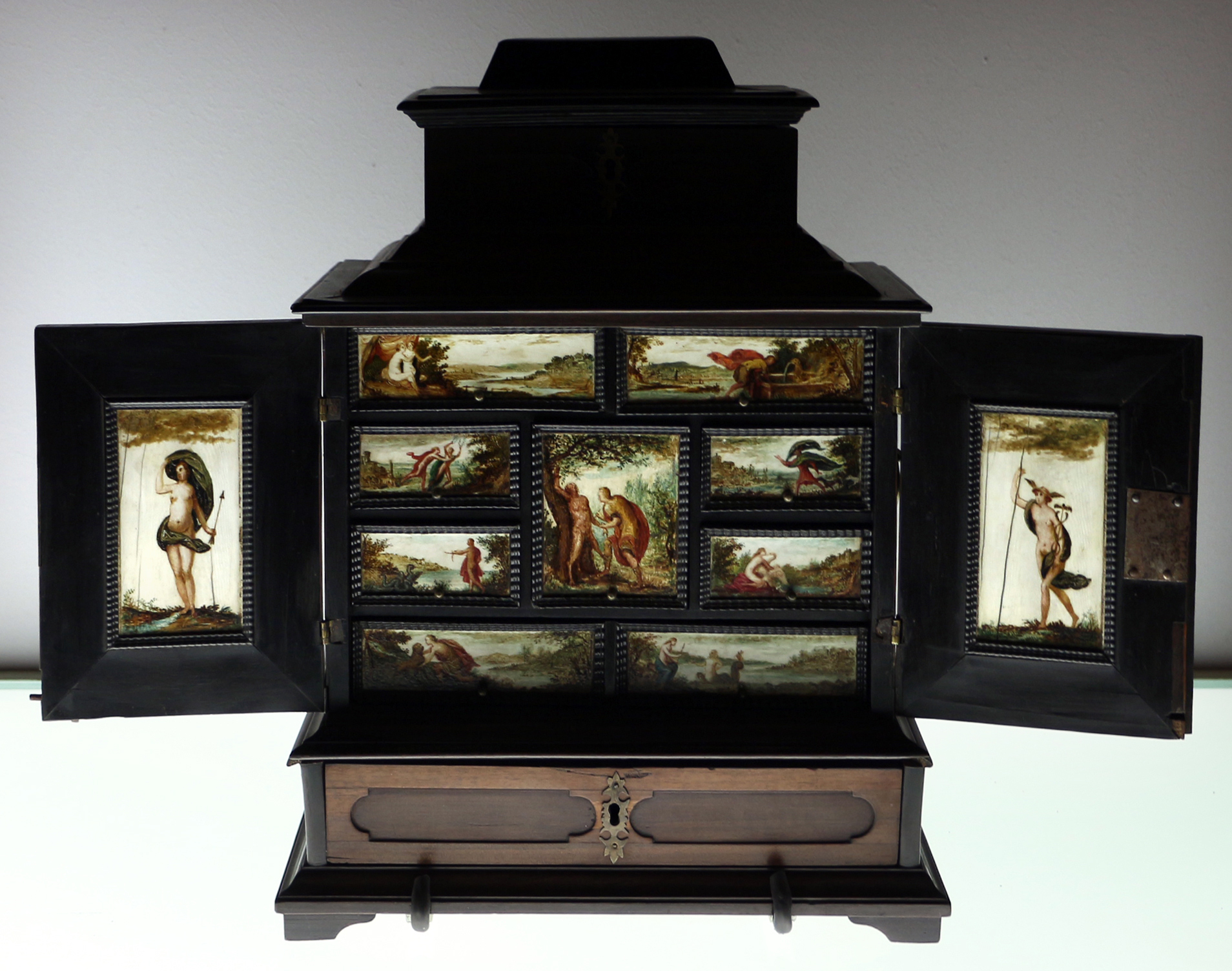
Bottega de Anversa, monedero en ébano y marfil, 1650 aproximadamente

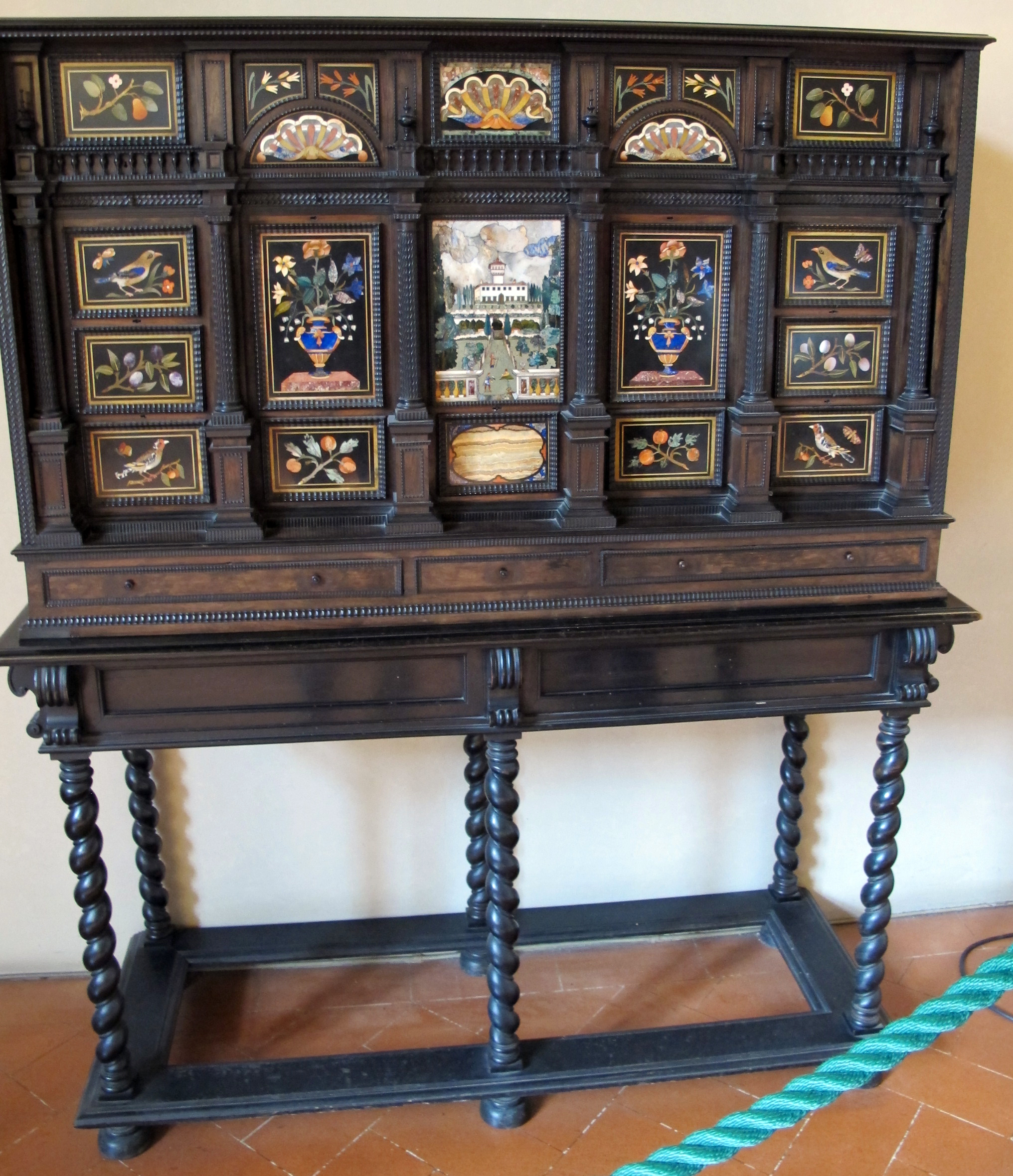
Ejemplar grande con vista de Villa la Petraia, dibujo de Giovanni Bilivert, 1610-1630

El medallero o monedero es un mueble que sirve para colocar ordenadamente las medallas en un gabinete numismático. Tiene cajoncitos y pequeñas puertas, expresamente creados para contener monedas, medallas, documentos, pequeños objetos de colección o joyas. Los pequeños cajones son a veces forrados de terciopelo o de piel, con formas adaptadas para contener los objetos preciosos a custodiar. En francés este mueble se llama cabinet. En España se trataría de una rama de los bargueños, destinados a guardar documentos.

## Historia

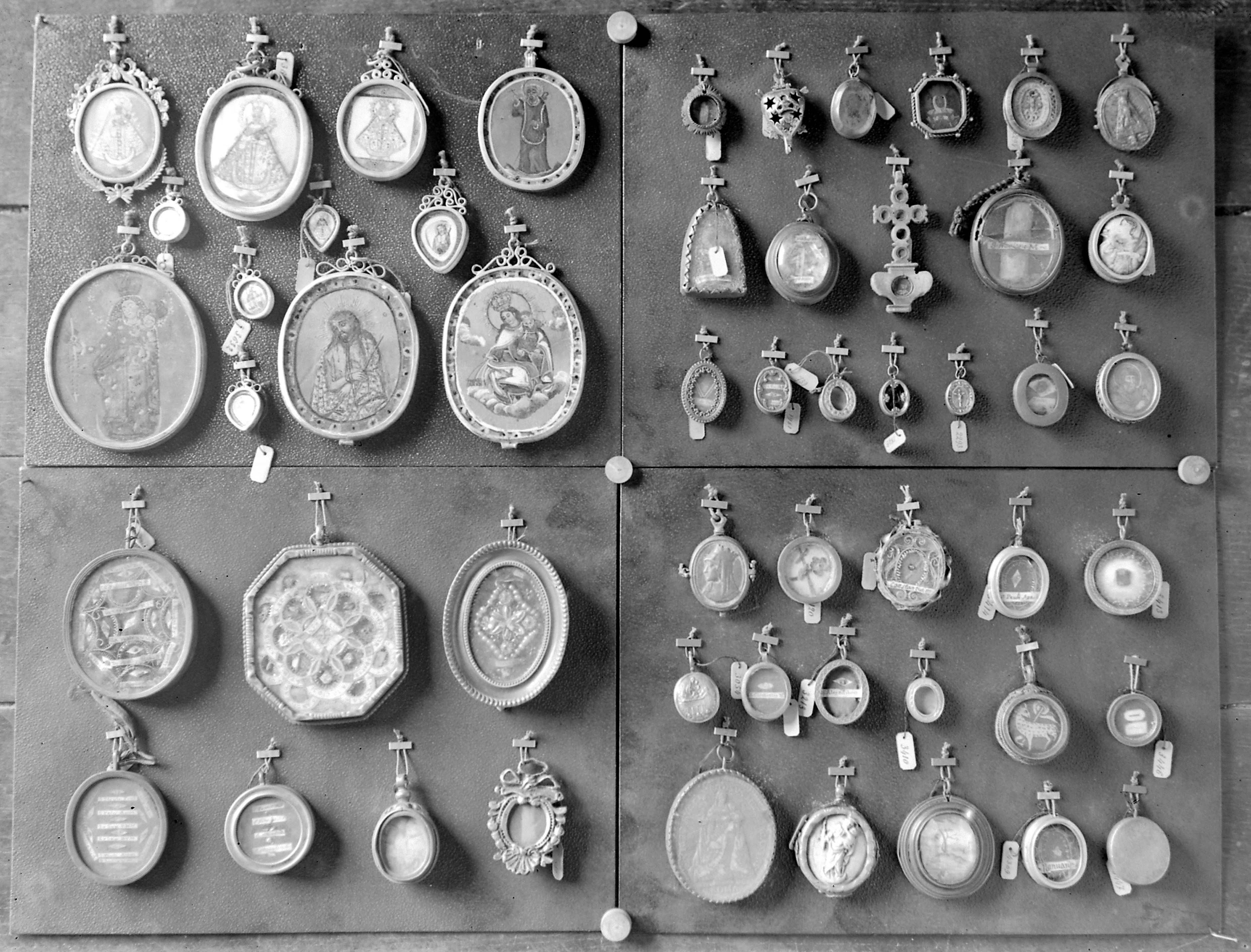
Un medallero en forma de vitrina.

El uso de este mueble se remonta al siglo XV, época en que comienza a desarrollarse la afición a coleccionar monedas y medallas. Su parte esencial, tanto en el que tiene forma de vitrina como en el que parece una pequeña cómoda, la constituyen las tabletas, algunas dispuestas como cajones, en las que hay excavadas series de huecos redondos para dar cabida a las medallas.
La colección de medallas se deriva del bargueño indiferenciado, que era adecuado para contener objetos de diferente naturaleza y uso, pero con todas las dimensiones contenidas. En el Renacimiento, el mueble para la colección de medallas adquiere las características de un mueble con sus características específicas y se vuelve precioso, a veces con las formas prestadas de la arquitectura. Está decorado con bronces dorados de mercurio, incrustaciones de marfil y piedras duras, nácar y coral, y con pequeñas pinturas o grabados. Dividido en solapas y pequeños cajones, a veces se asegura mediante el cierre de dos puertas grandes. Si se crea por encargo, refleja los gustos del propietario, lleva a veces brazos, siguiendo los gustos estéticos, e incluso la naturaleza de los objetos preciosos que deben contener y preservar.
Hay medalleros de pequeñas dimensiones, para descansar en el estante de otro mueble; pero también fueron creados de grandes dimensiones, con el cuerpo central apoyado en las patas, unidos por barras transversales para soportar el peso de lo que está contenido en los cajones y dentro de las puertas. La moda, de Europa, se extendió a Oriente Medio, donde floreció el sabor de la colección de medallas, con incrustaciones de ébano y marfil y con inscripciones, augurales o religiosas, en árabe.

## Ebanistas que crearon medalleros
- Alexandre Jean Oppenordt (1639-1715), ebanista francés de origen holandés, creó doce medalleros para el uso del rey Luis XIV de Francia, en el Palacio de Versalles.
- Charles Cressent (1685-1768), escultor y ebanista francés de estilo Regencia, creó medalleros.
- El ebanista Antoine Gaudreaux (1680-1751) construyó un gabinete para Luis XV de Francia, que ahora se conserva en París, en la Biblioteca Nacional.
- El ebanista Gabriele Capello (1806-1877), llamado il Moncalvo, también produjo medalleros.

## Medalleros en museos italianos
- En la Real Armería de Turín, la rica colección de armas y armaduras, que se encuentra en la manga que comunica el Palacio Real con el Palacio de la Prefectura, la colección de medallas se mantiene en los gabinetes que, entre 1835 y 1838, Carlos Alberto de Saboya encargó al arquitecto Pelagio Palagi para que los diseñara.
- En el Museo Mandralisca, Cefalú, hay dos medalleros napolitanos del siglo XVII en palo de rosa, decorados con pinturas mitológicas o bíblicas sobre vidrio.
- En el Palacio Davanzati, Florencia, en el Studiolo hay una colección de medallas florentinas del siglo XVI.
- En el Palacio de los Normandos, Palermo, hay un medallero siciliano del siglo XVII en dos cuerpos, de madera lacada en negro con pinturas de vidrio, marquetería de concha de tortuga, bronces y las columnas retorcidas en lacado de tortuga falsa.

## Galería
|                                                                       |
| Bottega veneta, medallero, c. 1590, Snowshill Manor (Gloucestershire) |

|                                                         |
| Cabinet, Museo de la Universidad Jaguelónica (Cracovia) |

|                                                                               |
| Cabinet, Alemania meridional o Tirol, c. 1600-1650, Museo Nórdico (Estocolmo) |

|                                       |
| Cabinet, Museo de Silesia en Cieszyn. |

|                                                       |
| Medallero inglés, c. 1815, Museo de Arte de Honolulu. |

|                                                                                               |
| Frans Francken el Joven (1581-1642), Pinturas para medagliere, Museum aan de Stroom (Amberes) |

|                                                                                  |
| Cabinet con pinturas de Frans Francken el Joven, c. 1620, Musée Calvet (Avignon) |